# Liestal
Liestal (schweizerdeutsch: Lieschdl [ˈliəʃdə̆l]) ist eine schweizerische politische Gemeinde und Hauptort des Bezirks Liestal sowie des Kantons Basel-Landschaft. Die Gemeinde liegt ungefähr 15 km südöstlich von Basel und ist Teil derselben Agglomeration.

## Geographie

Historisches Luftbild von Walter Mittelholzer von 1922

Liestal liegt in einem Juratal an der Ergolz, welche das Stadtgebiet von Südosten nach Norden durchfliesst. Linke Zuflüsse in die Ergolz sind auf Liestaler Boden die Frenke, der Orisbach und der Rösernbach.
Im Nordosten schliesst ein zusammenhängender Bergzug vom Grammet über den Leisenberg zum Elbisberg das Tal ab. Im Südwesten erreichen mehrere zwischen den Tälern liegende Höhenzüge den Siedlungsbereich von Liestal, im Süden der Ausläufer des Furlen, im Südwesten die Anhöhe bei Seltisberg und im Westen der Laubiberg und der Ostenberg. Nördlich des Röserenbaches liegt der Bienenberg. Im Westen gehören die Berghänge um das schmale Röserental mit Bad Schauenburg zu Liestal.
Von den 1818 ha Stadtbann sind 1067 ha Wald. Der höchste Punkt Liestals liegt auf 614 m ü. M. (Alti Stell, in der Nähe des Schleifenbergturms) und der tiefste auf 287 m ü. M., wo die Ergolz im Niederschönthal den Stadtbann verlässt.
Nachbargemeinden sind (von Norden im Uhrzeigersinn) Füllinsdorf, Arisdorf, Hersberg, Lausen, Bubendorf, Seltisberg, Nuglar-St. Pantaleon (Kanton Solothurn) und Frenkendorf.

## Wappen
Das Wappen des Amtes Liestal ist seit dem 16. Jahrhundert belegt, als Baselstab mit «Krabben» (d. h. gotischen Verzierungen oder Ausbuchtungen). Diese Form des Baselstabs erscheint bereits 1407 im Stadtsiegel, in der Stumpfschen Chronik von 1548 allerdings ohne die Krabben, in Wurstisens Basler Chronik von 1580 mit sechs Krabben.
In Darstellungen des Wappens aus dem 19. Jahrhundert sind statt den Krabben oft frei um den Knauf schwebende Pünktchen oder Kügelchen zu sehen. Die Krabben am Baselstab können bereits in das späte 14. Jahrhundert zurückverfolgt werden, laut Heitz (1964) schwankt die Zahl zwischen vier (14. Jh.), fünf (frühes 15. Jh.), sechs (Mitte 16. Jh.) und schliesslich sieben (18. Jh.).
Im 16. Jahrhundert bestand auch ein alternatives Wappen für das Städtchen Liestal (im Unterschied zum Amt Liestal), nach Jakob Rytter, Pfarrer von Liestal (1570–1611): über grünem Dreiberg in Silber zwei gekreuzte goldene Leuchter mit roten Flammen.
Nach der Trennung beider Basel übernahm der Kanton Basel-Landschaft 1834 den roten Stab als Kantonswappen. Um Verwechslungen zu vermeiden, gab sich Liestal 1921 ein neues Gemeindewappen, inspiriert vom Stadtsiegel von 1407: Die untere Hälfte ist rot, die obere silbern. Darauf ein wachsender roter Bischofsstab mit sieben gotischen Krabben. Der rote Baselstab mit den sieben Ausbuchtungen wird im Dialekt auch Siebedupf genannt.

## Name
Liestal ist eine Gründung des 13. Jahrhunderts, zu deren Gunsten die ältere (bereits römerzeitliche) Siedlung Munzach aufgegeben wurde.
Die moderne Schreibung Liestal findet man bereits 1225. Eine auf 1189 datierte Urkunde mit der Schreibung Lihstal wird heute als Fälschung angesehen. In den Quellen des 15./16. Jahrhunderts heisst es fast durchwegs Liechstal oder Liechtstal.
Der Anschluss an das Wort «Licht» liegt auch dem Wappen mit den zwei Leuchtern (um 1600) zugrunde.
Oettli (1949) wollte den Namen so herleiten, im Sinne von «lichte, erhöhte Stelle», wie es schon von Daniel Bruckner 1753 vermutet und von Marti (2022) wieder aufgegriffen wurde.
Die heute vorherrschende Deutung des Namens geht zurück auf Gottlieb Burckhardt (1927); demnach bezeichnete der Name ein «mit Lische/Liesche (Riedgras) bewachsenes Tal, Grastal».
Verschiedentlich wurde der Name auch von einem *Lucistabulum «Stall des Lucius» oder einem alemannischen Namen Lieubirih hergeleitet.

## Geschichte
An der Liestaler Hurlistrasse ist einer der frühesten Hinweise auf die frühneolithische La-Hoguette-Kultur in der Schweiz gefunden worden. Ein zeitlich ähnlicher Fund ist nur noch aus dem Kanton Neuenburg bekannt.

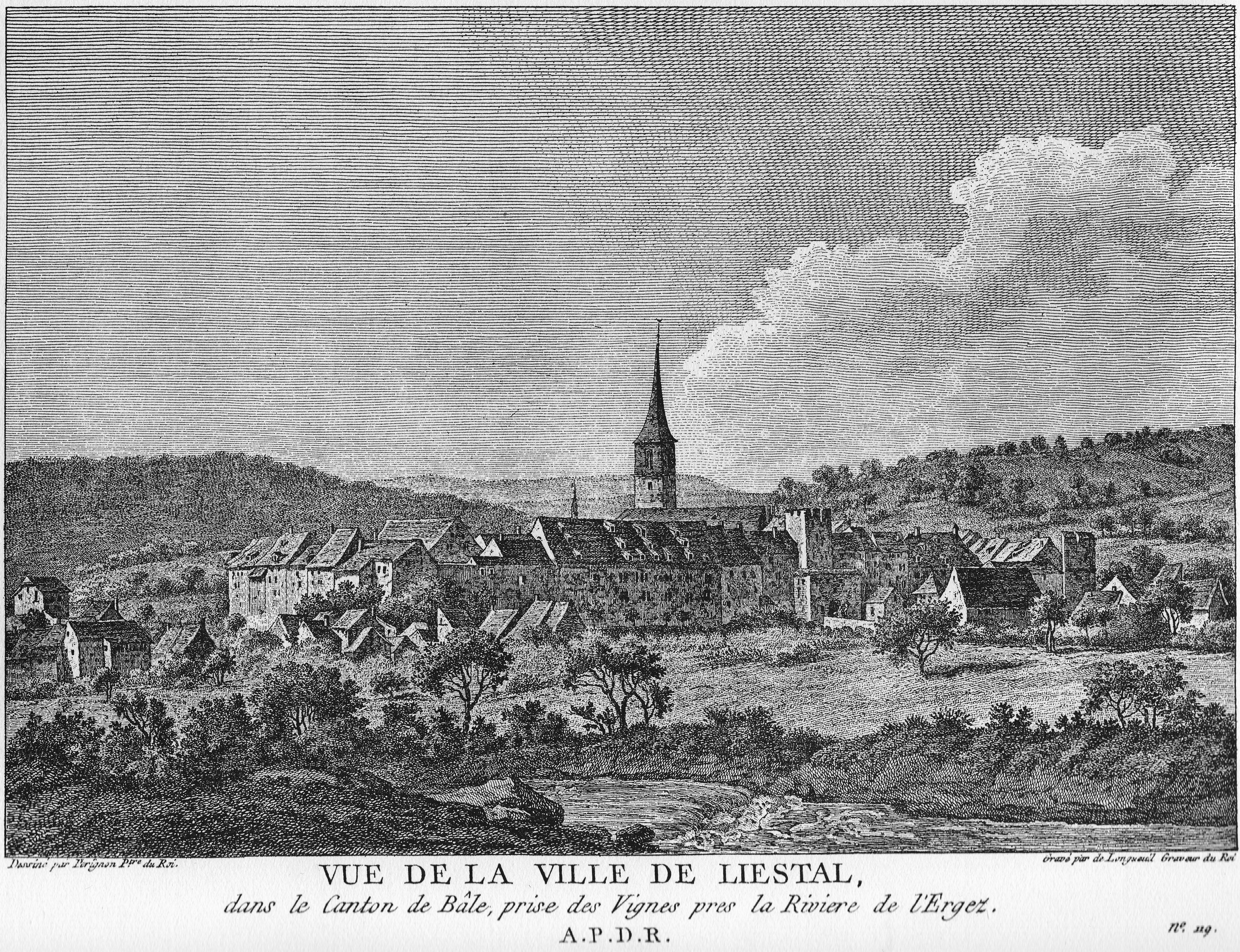
Liestal um 1780

Die Gegend von Liestal war schon in vorrömischer Zeit besiedelt. Die römische Villa in Munzach und die römische Wasserleitung, die im Heidenloch und an der oberen Burghalde sichtbar ist, bilden gesamtschweizerisch bedeutende römische Bauwerke. Das Geviert des Kirchhofes geht mit grösster Wahrscheinlichkeit auf ein spätrömisches Kastell aus dem 4. Jahrhundert zurück. Seine Entwicklung im Mittelalter verdankt Liestal seiner verkehrsgünstigen und strategisch wichtigen Lage an der Strassengabelung zu den beiden Hauensteinpässen.
Auf Burghalden liegt die Ruine Burghalden, eine erst partiell erforschte, ausgedehnte Festungsanlage des 10. Jahrhunderts. Nach der Eröffnung des Gotthardpasses und nach dem Bau der ersten Rheinbrücke im nahen Basel wurde Liestal in der Mitte des 13. Jahrhunderts von den Grafen von Frohburg zur befestigten Stadt und damit zum sicheren Etappenort an der Nord-Süd-Route gemacht. Liestal erhielt einen Mauerring mit Stadttoren und Türmen. Der Markt wurde vom offenen «Altmarkt» in der Nähe des Zusammenflusses von Ergolz und Frenke in die sicherere Stadt verlegt.
1305 verkauften die Grafen von Frohburg die Stadt an das Fürstbistum Basel, Bischof Peter von Aspelt. Unter Basler Herrschaft erlangten die Liestaler weitgehende Selbständigkeit. 1374 verpfändete der Bischof Liestal mit Waldenburg und Homburg an Herzog Leopold von Österreich, der sie bald danach den Grafen von Thierstein überliess. Als diese 1381 das Pfand nicht zurückgeben wollten, liess Herzog Leopold die Stadt einnehmen und verbrennen. Doch schon im selben Jahr löste der Bischof das Pfand wieder ein und gewährte Liestal neue Rechte. 1400 kaufte die aufstrebende Handelsstadt Basel dem Bischof den Besitz in Liestal ab. Die errungenen Freiheiten und Vorrechte gingen wieder verloren und konnten erst im Laufe der Zeit teilweise zurückerobert werden.
Der freiheitsliebende und wehrhafte Geist Liestals verführte die Bewohner des Städtchens immer wieder zu kriegerischen Abenteuern. Als Untertanen der Stadt Basel nahmen die Liestaler 1444 mit ihrem eigenen Banner an der Schlacht bei St. Jakob an der Birs teil, wo sie 23 Mitbürger verloren. 1476 und 1477 kämpften Liestaler in den Burgunderkriegen. Als wertvolles Beutegut kam in der Schlacht bei Nancy (1477) die sogenannte Burgunderschale, eine silberne, zum Teil vergoldete Schale Karls des Kühnen, in die Hände des Liestaler Wirts Heinrich Strübin. Sie gehört heute zum Bestand des Dichter- und Stadtmuseums Liestal.
Entgegen dem strikten Neutralitätsbefehl der Stadt Basel unterstützten die Liestaler 1499 im Schwabenkrieg die Solothurner und die Eidgenossen. 1501 legte der Schultheiss von Liestal auf dem Basler Marktplatz im Namen seiner Mitbürger und Nachbardörfer den Eid auf den Schweizerbund ab. Es kam immer wieder zu Scharmützeln mit dem habsburgischen Rheinfelden. Liestal rebellierte immer wieder gegen die Bevormundung durch Basel, das seine Vormacht wenn nötig auch mit Gewalt durchsetzte. Unter dem Eindruck des süddeutschen Bauernkrieges erhoben sich 1525 auch die Baselbieter erfolgreich gegen die Stadt Basel.

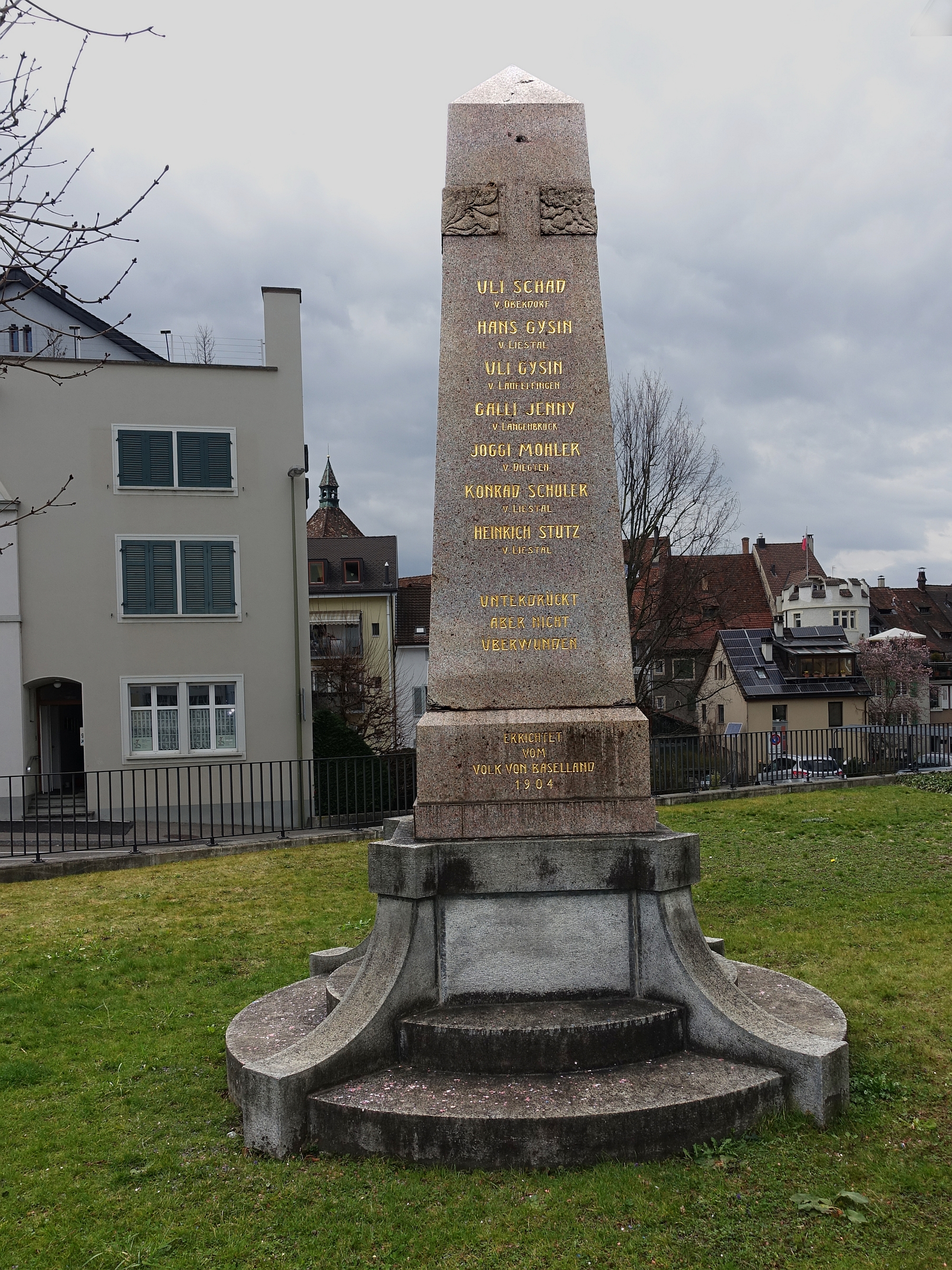
Denkmal vor der Kaserne Liestal

Liestal erhielt 1525 einen Freiheitsbrief, der unter anderem die Leibeigenschaft aufhob. Wenig später schloss sich die Stadt so wie Basel der Reformation an. 1653 beteiligten sich die Liestaler an der schweizerischen Bauernbewegung und revoltierten erneut gegen die Vorherrschaft Basels. Der Aufstand scheiterte, Liestal wurde von Basler Truppen besetzt, und drei Liestaler Rädelsführer wurden in Basel enthauptet. Schon drei Jahre später erreichte Liestal das Recht auf Wiederbewaffnung.
Als 1789 von Frankreich her der Ruf nach Freiheit und Gleichheit ertönte, verlangte Liestal als einzige Baselbieter Gemeinde 1790 die Wiederherstellung der alten Rechte. Begeistert feierte Liestal 1797 den durchreisenden Napoleon. «Liestal bien patriote» nannte er das Städtchen, das zum Mittelpunkt der Baselbieter Befreiungsbewegung wurde. Hier stand der erste Freiheitsbaum der deutschsprachigen Schweiz. Am 16. Januar 1798 zerrissen rebellische Liestaler die obrigkeitliche Fahne und hissten die Tricolore. Unter Führung Liestals erlangte das Baselbiet als erstes Untertanenland der Eidgenossenschaft die langersehnte Freiheit. Nach Napoleons Sturz bekam Liestal wieder die Vorherrschaft Basels zu spüren.
1830 sprang der Funke der französischen Julirevolution auch ins Baselbiet über. Nach einer kantonalen Volksabstimmung wurde 1832 der Kanton Basel-Landschaft gegründet, und Liestal erhielt die Funktion als dessen Hauptstadt. Die endgültige Trennung von Basel fand de facto nach dem Gefecht vom 3. August 1833 an der Hülftenschanz zwischen Pratteln und Liestal statt. Noch lange Zeit prägte die revolutionäre Gesinnung die Politik Liestals, das im 19. Jahrhundert viele politische Flüchtlinge aufnahm.
1854 erhielt Liestal mit der Hauensteinlinie Anschluss an das internationale Eisenbahnnetz; das war die Grundlage für die Industrialisierung des Orts. 1862 wurde die Kaserne Liestal eingeweiht und 1877 ausgebaut.
Liestal ist heute eine Kleinstadt mit regionalen Zentrumsfunktionen am äusseren Rand der Metropolregion Basel. Zu der kleinen, regionalen Agglomeration Liestals gehören die Gemeinden Frenkendorf, Füllinsdorf, Lausen, Bubendorf und Seltisberg.
Auf dem Gemeindegebiet von Liestal befinden sich lokale, regionale und kantonale Schulen sowie die Ausbildungsstätte der Eidgenössischen Zollverwaltung EZV, der «Campus EZV». An der Bienentalstrasse liegt die Psychiatrie Baselland. Auf dem Bienenberg steht das mennonitische Ausbildungs- und Tagungszentrum Bienenberg.

## Bevölkerung
Liestal hatte am 31. Dezember 2024 insgesamt 16'126 Einwohner mit folgenden Anteilen:
- Schweizer: 11'046
- Ausländer: 5'080

Das ergibt einen Ausländeranteil von 31,5 Prozent.

### Wohnbevölkerung
Die Bevölkerungszahlen Liestals haben sich folgendermassen entwickelt:
| 1900  | 1950  | 1980   | 1990   | 2000   | 2010   | 2011   | 2012   | 2013   | 2014   | 2015   | 2016   | 2017   | 2018   | 2019   | 2020   | 2021   | 2022   | 2023   | 2024   |
| ----- | ----- | ------ | ------ | ------ | ------ | ------ | ------ | ------ | ------ | ------ | ------ | ------ | ------ | ------ | ------ | ------ | ------ | ------ | ------ |
| 5'403 | 8'449 | 12'158 | 12'853 | 12'930 | 13'600 | 13'712 | 13'753 | 13'820 | 14'002 | 14'042 | 14'163 | 14'311 | 14'303 | 14'452 | 14'539 | 14'963 | 15'413 | 15'834 | 16'126 |

### Religion

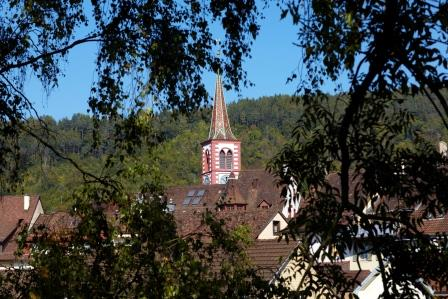
Stadtkirche Liestal

Tabelle der Konfessionszugehörigkeit (Stand: 31. Dezember 2024):
| evangelisch-reformiert | 4'095 | 25,39 % |
| römisch-katholisch     | 2'982 | 18,49 % |
| christkatholisch       | 55    | 0,34 %  |
| übrige                 | 8'994 | 55,77 % |

### Zukünftige Entwicklung
Die Entwicklung der Stadt Liestal ist von einer starken Dynamik geprägt. Im Zeitraum von 2015 bis 2019 wurden im Rahmen der realisierten Quartierpläne über 500 neue Wohnungen geschaffen. Diese Dynamik wird aufgrund bereits bestehender weiterer Quartierpläne in absehbarer Zukunft aufrechterhalten beziehungsweise noch verstärkt, was die über 20 existierenden Quartierpläne belegen. Aufgrund dessen rechnet die Stadt Liestal in den nächsten 5 Jahren mit etwa 2000 zusätzlichen Einwohnern (effektiv waren es 1674). Einen weiteren Anschub der wirtschaftlichen Entwicklung schaffen die in den kommenden Jahren stattfindenden Transformationen des Bahnhofareals/Güterareals mitsamt Hochhaus, des Lüdin-Areals sowie die angestossene Masterplanung Rheinstrasse (inklusive Kreuzboden, Pfrund und Silberbrunnen), welche teils riesige brachliegende Flächen entlang einer der Hauptverkehrsachsen der Stadt entwickeln wird. Ausserdem geistern bereits Ideen über die weitere Verdichtung/Umnutzung von Arealen in unmittelbarer Nähe des Zentrums herum, wie beispielsweise der Siebedupf-Kellerei oder des Werkhofareals an der Rosenstrasse inklusive Rosenpavillons. Des Weiteren steht in den Gebieten Gräubern und Fraumatt mehr als genügend gut erschlossenes Land zur Verfügung, welches bei Bedarf eingezont werden kann.

## Politik

### Stadtrat
Die Exekutive der Stadt Liestal ist der Stadtrat. Er besteht aus einem Stadtpräsidenten und vier Mitgliedern. Diese stehen folgenden Bereichen (Departemente) vor:
- Finanzen/Einwohnerdienste
- Tiefbau
- Bildung/Sport
- Sicherheit/Soziales
- Hochbau/Planung

Alle vier Jahre werden Stadtrat und Stadtpräsident vom Stimmvolk gewählt. Wahlberechtigt sind alle volljährigen Schweizer Bürger. Stadtpräsident ist Daniel Spinnler (FDP, Stand 2025).
- Grüne: 7
- SP: 9
- GLP: 3
- Mitte/EVP: 4
- FDP: 8
- SVP: 9

### Einwohnerrat
In Liestal ersetzt der Einwohnerrat als Parlament der Gemeinde die Gemeindeversammlung. Auch dieser wird alle vier Jahre durch das Stimmvolk neu gewählt und besteht aus 40 Mitgliedern. Die rechts stehende Grafik zeigt die Zusammensetzung des Einwohnerrates nach der Wahl vom 3. März 2024.
Zu seinen Aufgaben gehört unter anderem:
- Beschlüsse über Gemeindeordnung und die Gemeindereglemente
- Ortsplanung
- Budget
- Finanzplan und Rechnung
- Ausgabenbeschlüsse ab einer bestimmten Höhe
- Oberaufsicht über den Stadtrat

Mit parlamentarischen Vorstössen (Motionen, Postulaten, Interpellationen und Kleinen Anfragen) können die Mitglieder, Fraktionen und Kommissionen des Einwohnerrats eigene Anliegen einbringen.
Der Einwohnerrat umfasst zurzeit fünf Kommissionen und das Büro. Diese dienen zur Vorberatung der Geschäfte sowie zur Ausübung der Oberaufsicht des Stadtrates.
Die fünf Kommissionen sind:
- Bau- und Planungskommission (BPK)
- Finanzkommission (FIKO)
- Geschäftsprüfungskommission (GPK)
- Kommission Gemeindeordnung und Reglemente (GOR)
- Sozial-, Bildungs- und Kulturkommission (SBK)

Rund zehnmal jährlich tagt der Einwohnerrat öffentlich im Landratssaal.

### Nationalratswahlen
Bei den Schweizer Parlamentswahlen 2023 betrugen die Wähleranteile in Liestal: 
SP 29,01 % (+5,06), SVP 22,50 % (+2,10), Grüne 14,05 %(−8,58), FDP 13,83 % (−1,65), glp 9,07 % (+3,02), Mitte 7,22 % (+0,95), EVP 2,59 % (−2,55), EDU 0,43 % (+0,43).

### Städtepartnerschaften
- Onex (Kanton Genf, Schweiz)
- Sacramento (Kalifornien, Vereinigte Staaten)
- Waldkirch (Baden-Württemberg, Deutschland)

## Wirtschaft

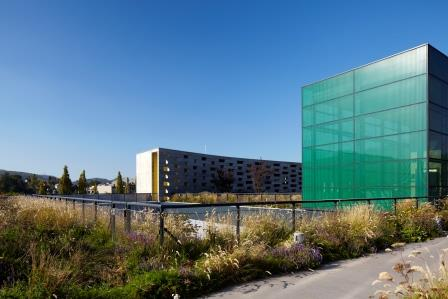
Futuro Liestal, Gräubern

Das Wirtschaftsleben von Liestal ist einerseits geprägt durch die kantonale Verwaltung und andererseits durch zahlreiche kleine und mittlere Gewerbebetriebe und Unternehmen, die entweder die lokale Nachfrage bedienen oder aber als spezialisierte Zulieferer für grosse Unternehmen des Wirtschaftsraumes Nordwestschweiz tätig sind. Als Produktionsstandort für klassische Industriegüter, vor allem Schwer- und Textilindustrie, spielte Liestal in früherer Zeit eine erhebliche Rolle (unter anderem Hanro und Tuchfabrik Schild). Die im Zentrum Liestals gelegene Brauerei Ziegelhof schloss 2006 nach 156 Jahren. In jüngerer Zeit haben sich einige Hightech-Unternehmen angesiedelt, so zum Beispiel die Nanosurf AG, die am Mars-Programm Phoenix der NASA beteiligt ist. Weitere Unternehmen sind die Santhera Pharmaceuticals und die Fontarocca AG, die auf Natursteine spezialisiert ist. Daneben hat die Basellandschaftliche Kantonalbank ihren Hauptsitz in Liestal.

## Architektur

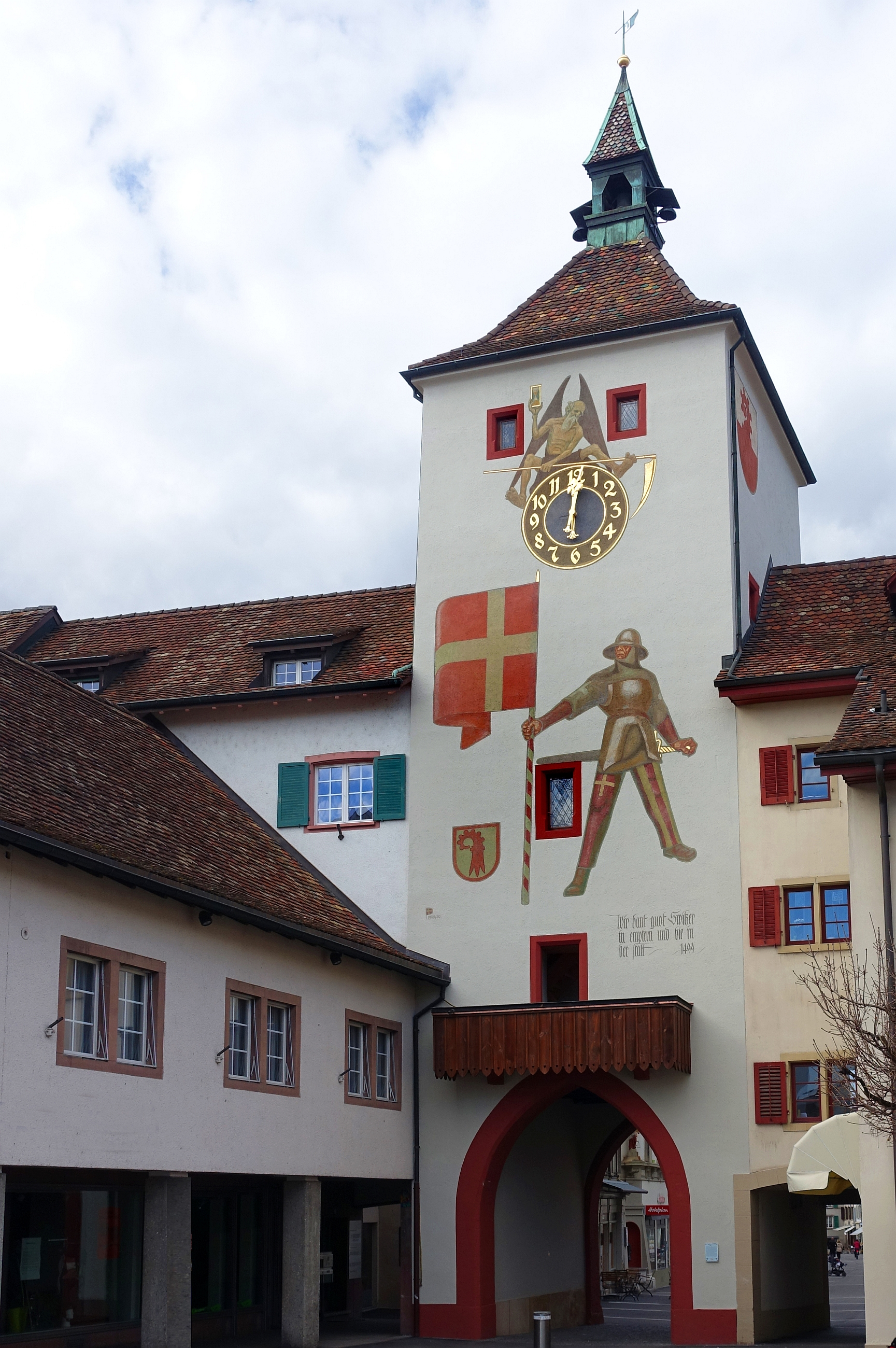
Fassadenmalereien am oberen Stadttor von Otto Plattner

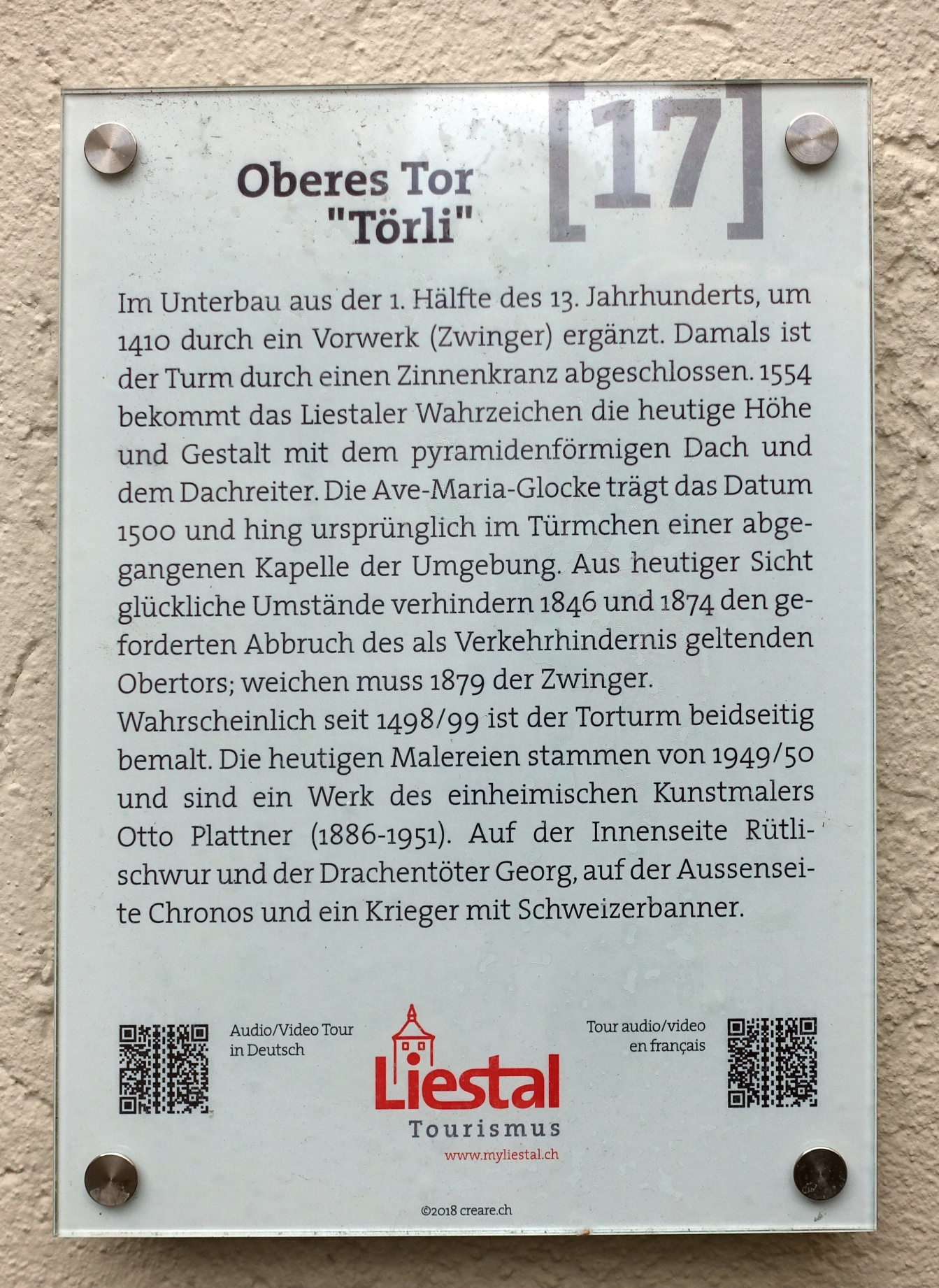
Informationen zum oberen Stadttor

### Römerzeit
- Munzach (825 Munciacum), römische Villa rustica aus der Mitte des 1. Jahrhunderts. Die Grabungen von 1950 bis 1973 förderten ein mit Mosaiken und Heizungen reich ausgestattetes Herrschaftshaus samt Landwirtschaftsbetrieb zur Versorgung der nahe gelegenen Kolonie Augusta Raurica zutage.
- Römische Wasserleitung im Heidenloch und am Oberen Burghaldenweg
- das (vermutlich römische) Steinenbrüggli über die Frenke

### Mittelalter und Frühneuzeit
- Erhaltene Teile der Befestigungsanlagen: Das obere Tor (Törli ist Wahrzeichen der Stadt)[21], Thomasturm, Reste der Stadtmauer an der Büchelistrasse. Alte Stadtmühle (1422).
- Burgruine auf Burghalden
- Ehemaliges Korn- und Zeughaus (um 1530 erbaut): seit 1981 Kantonsmuseum mit Ausstellungen zur Naturkunde, zur Archäologie und Volkskunde sowie zur Seidenbandweberei
- Rathaus (1568): Ratssaal mit Kabinettscheiben (16.–17. Jahrhundert)
- Reformierte Stadtkirche (heutige Gestalt aus dem 16./17. Jahrhundert) mit frühgotischer Türe, Standesscheiben und Chorgestühl mit Flachschnitzerei von 1506
- Ergolzhof Feldmühle
- Olsbergerhof (1571)
- Frohburger Fronhof, heute Regierungssitz

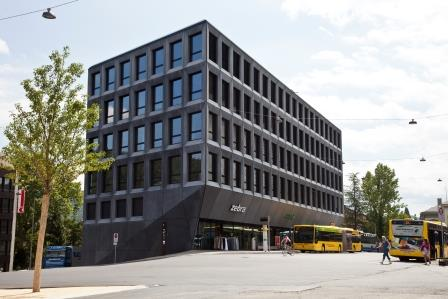
Geschäftshaus Uno Liestal

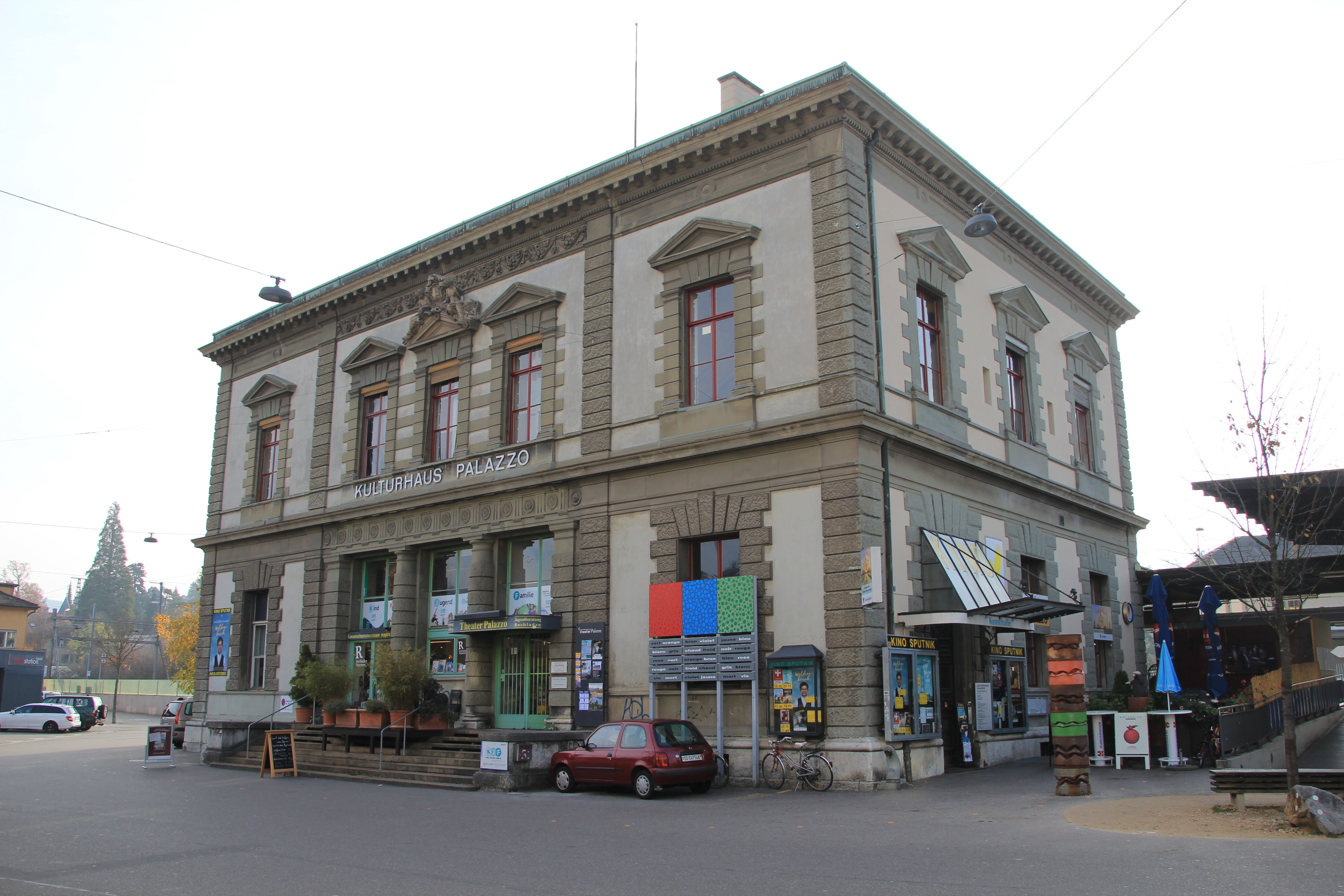
Kulturhaus Palazzo

- Bad Schauenburg, 1644 eröffnet

### 18. bis 21. Jahrhundert
- Hofgut Gräubern (1750)
- Kantonales Regierungsgebäude (Spätbarock 1770–1779 und 1850) mit Landrats- und Regierungsratssaal
- Fassadenmalereien des Rathausneubaus von 1937 und Wandgemälde im Lichthof von Otto Plattner
- Kantonales Gerichtsgebäude, ehemals Gemeindeschulhaus
- Palazzo beim Bahnhof, Neorenaissancestil, 1891/1892 erbaut vom Architekten des Bundeshauses Hans Wilhelm Auer als Postgebäude; 1979 von der Kulturhaus Palazzo AG gekauft und zu einem Kulturzentrum umgebaut[22]
- Methodistenkapelle (1863)
- Schleifenbergturm (1900)
- Römisch-katholische Kirche Bruder Klaus, von Fritz Metzger (1961)
- Kantonsbibliothek am Emma-Herwegh-Platz 4 (renoviert und umgebaut 2005)
- Staatsarchiv Baselland

## Museen und Denkmäler
- Dichtermuseum (Spitteler, Widmann, Herwegh)
- Museum.BL: Kantonsmuseum
- Harmonium-Museum (grosse und bemerkenswerte Kollektion von über 100 noch spielbaren Harmonium-Instrumenten)
- Denkmäler für Georg Herwegh, Carl Spitteler
- Wehrmannsdenkmal von Jakob Probst[23]
- Bauernkriegsdenkmal
- Heiny-Strübin-Brunnen

## Verkehr
Vom Bahnhof Liestal an der Hauensteinstrecke, der ab 2022 mit einem neuen Bahnhofsgebäude grundlegend saniert wurde, gibt es direkte Zugsverbindungen nach Basel, Zürich, Bern und Luzern. Ausserdem ist Liestal mit der A22 direkt an die Autobahnen A2 und A3 angebunden. Die Hauptstrassen H2 und H12 verbinden Liestal mit Basel sowie Solothurn und Olten.
Der Flughafen von Basel (EuroAirport) ist in rund 35 Minuten/25 Minuten (öffentlicher Verkehr/Auto) und der von Zürich in rund 75 Minuten/60 Minuten (öffentlicher Verkehr/Auto) erreichbar.
Der Liestaler Bahnhof ist Ausgangspunkt diverser Buslinien und der Waldenburgerbahn in die Agglomeration sowie das mittlere Oberbaselbiet.
Bei Liestal treffen sich mehrere signalisierte Wanderrouten und überregionale Velowege. Der Fernwanderweg 7 Via Gottardo erreicht von Muttenz her über Schauenburg und den Bienenberg und am Fuss des Munzachbergs vorbei den Bahnhof von Liestal und läuft von da aus weiter das Frenketal hinauf. Regionale Wanderwege führen auf die Hügel in der Umgebung der Stadt. Die markierte Nord-Süd-Route liegt ganz im Tal und durchquert die Altstadt von Liestal, wo die Belchen-Panorama-Route beginnt.

## Brauchtum

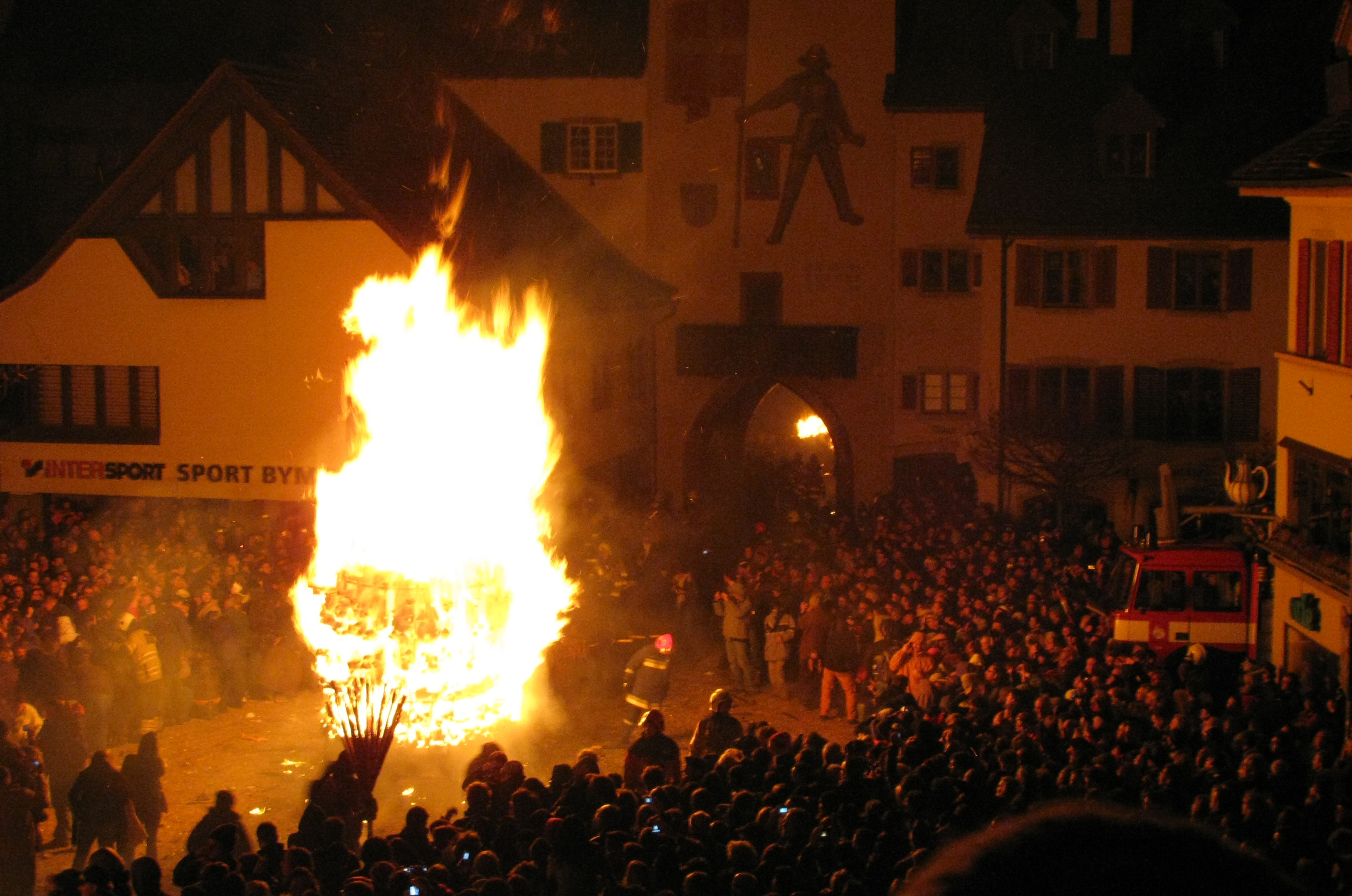
Chienbäse 2009, Feuerwagen vor der Durchfahrt durchs Obertor

### Fasnacht
Die Liestaler Fasnacht ist stark von der Basler Fasnacht geprägt, wenn auch mit viel Lokalkolorit. Sie beginnt, von einigen Vorfasnachtsveranstaltungen abgesehen – dem alten Termin der «Burefasnacht» folgend –, am Sonntag vor dem Morgestraich der Basler Fasnacht mit einem grossen Strassenumzug. Dieser ist nach den Cortèges der Basler Fasnacht der grösste der Nordwestschweiz. Ein Konzert der verschiedenen Guggenmusiken am Vorabend verkürzt die Wartezeit bis zum Chienbäse. Am darauf folgenden Montag und Dienstag findet das Schnitzelbank-Singen statt, während der Mittwochnachmittag der Tag der Kinder ist, wiederum mit Strassenumzug und Maskenball. Die Fasnacht wird am darauf folgenden Samstag sechs Tage nach Beginn der Fasnacht mit einem Guggenkonzert beendet, dem sogenannten Cheruus (Kehraus).

### Chienbäse
Am Abend des Fasnachtssonntags werden aus Föhrenscheiten (Kiefernholz) gebundene «Besen» von 20 bis 100 kg Gewicht brennend durch die verdunkelte Altstadt getragen. Dazwischen folgen einige funkensprühende, meterhohe Flammen aufwerfende Feuerwagen. Nachträglich gehen die Trommler und Pfeifencliquen mit ihren erleuchteten Fasnachtslaternen durch die Altstadt. Der Anlass zieht Zuschauer aus der ganzen Schweiz sowie aus dem Ausland an.

### «Santichlaus-Ylüte»
Ein winterlicher Lärmbrauch ist das «Santichlaus-Ylüte» am 6. Dezember. Beim Einnachten besammeln sich die Liestaler Kinder mit grossen Kuhglocken und kleinen Schellen in der Allee, um dann unter viel Lärm durch die Gassen des «Stedtlis» zu ziehen.

### Banntag
Wie in vielen Baselbieter Gemeinden gehört in Liestal der Banntag fest zum Jahresablauf. Am Montag vor Auffahrt ziehen die Männer und Kinder von Liestal in vier Rotten aus, um die Grenzen der Gemeinde abzuschreiten. Als eine der letzten Gemeinden wird der Zug traditionell von Trommel- und Pfeifenklängen sowie vom Knallen aus Vorderladern und Guidenpistolen begleitet. Die Männer tragen blumengeschmückte Hüte und einen Spazierstock. In den letzten Jahren entstand um diese Knallerei eine heftige Kontroverse inklusive juristischer Geplänkel. Aus Protest gegen den reinen Männer-Festtag zieht seit einigen Jahren eine fünfte Rotte vier Tage später, am Auffahrtstag, zum alternativen Familien-Banntag los.

## Persönlichkeiten

### Söhne und Töchter der Stadt
- Judith Arlt (* 1957), Literaturwissenschaftlerin, Polonistin, Sachbuchautorin und Übersetzerin
- Gottlieb Begle (1818–1891), Politiker
- Adolf Brodbeck (1858–1937), Jurist und Politiker
- Heinrich Brodbeck (1811–1886), Politiker
- Johann Jakob Brodbeck (1828–1892), Theologe, Politiker und Lokalhistoriker
- Samuel Brodbeck (1801–1855), Politiker und Richter
- Felix Brodtbeck (1909–1982), Chorleiter und Organist
- Karl Adolf Brodtbeck (1866–1932), Jurist und Politiker
- Wilhelm Eduard Brodtbeck (1873–1957), Architekt
- Stephan Burgunder (* 1975), Unternehmer und Gemeindepräsident
- Tyara Buser (* 2000), Fussballspielerin
- Hanny Christen (1899–1976), Sammlerin von Volksmusik und volkskundlichem Material
- David Degen (* 1983), Fussballspieler
- Philipp Degen (* 1983), Fussballspieler
- Ueli Dill (* 1962), Klassischer Philologe und Bibliothekar
- Ruedi Epple (* 1952), Soziologe, Politikwissenschaftler und Sachbuchautor
- César Erb (1857–1931), Stadtpräsident und Ehrenbürger von Liestal
- Danny Exnar (* 1981), Schauspieler
- Sabina Hafner (* 1984), Bobsportlerin und Skeletonpilotin
- Manu Hartmann (* 1973), Musikerin, Songschreiberin und Sängerin
- Rico Freiermuth (* 1958), Bobsportler, Weltmeister im Viererbob
- Julia Gauss (1901–1985), Historikerin
- Matthias Gelzer (1886–1974), schweizerisch-deutscher Althistoriker
- Max Gertsch (1893–1979), Jurist und Schriftsteller
- Regula Grauwiller (* 1970), Schauspielerin
- August Gysin (1816–1876), Politiker des Kantons Basel-Landschaft
- Friedrich Ludwig von Hallwyl (1644–1684), Generalmajor in kaiserlichen Diensten
- Eduard Handschin (1894–1962), Entomologe und Museumsdirektor
- Roland Herrmann (* 1967), Schauspieler und Sänger
- Paul Jenni (1923–2017), Politiker (SP)
- Bernhard Kimmel (1936–2019), deutscher Straftäter, verurteilter Mörder
- Adrian Knup (* 1968), Fussballspieler
- Viktor Kunz (* 1968), Radrennfahrer
- Franz Leuthardt (1903–1985), Biochemiker
- E. Y. Meyer (* 1946), Schriftsteller
- Jakob Meyer (Bierbrauer) (1849–1921), Landwirt, Bierbrauer, Firmengründer der Brauerei Ziegelhof in Liestal, Politiker
- Jakob Meyer (Unternehmer) (1889–1962), Inhaber der Brauerei Ziegelhof in Liestal
- Dominik Muheim (* 1992), Slam-Poet, Kabarettist und Schriftsteller
- Claudine Müller (* 1980), Leichtathletin, Sportwissenschaftlerin und Dozentin
- Hans-Rudolf Nebiker (1929–2008), Politiker (SVP)
- Yannick Netala (* 2004), Fussballspieler
- Ismet Osmani (* 2000), Fussballspieler
- Lislott Pfaff (1931–2017), Journalistin, Schriftstellerin, Übersetzerin und Fremdsprachenkorrespondentin
- Otto Plattner (1886–1951), Maler, Graphiker und Heraldiker
- Tristan Rain (* 1972), Künstler, Maler und Fotokünstler
- Markus Ramseier (1955–2019), Schriftsteller
- Hermann Ritter (1851–1918), Architekt
- Karl Wilhelm Ritter (1847–1906), Bauingenieur und Professor
- Johann Jakob Rosenmund (1841–1910), Musikdirektor, Gesangsexperte, Dirigent, Organist
- Ambrosius Rosenmund (1841–1896), Chemiker, Textilunternehmer und Politiker
- Max Rosenmund (1857–1908), Geodät
- Arnold von Salis (1881–1958), Archäologe
- Martin Schadt (* 1938), Physiker
- Michael Schaub (* 1974), Psychologe, Psychotherapeut und Suchtforscher
- Daniela Schneeberger (* 1967), Politikerin
- Hans Scholer (1907–1991), Gründer und erster Chefarzt der medizinischen Klinik des Kantonsspitals Liestal (1953–1977), Kantonsarzt
- Ida Schweizer-Buser (1925–1985), Schriftstellerin und Mundart-Dichterin
- Jakob Senn (1790–1881), Maler und Lithograph
- Johannes Senn (1780–1881), Maler, Zeichner, Kupferstecher, Illustrator, Zeichenlehrer und Autor
- Carl Jacques Senn (1883–1971), Pfarrer und Dichter
- Wilhelm Senn (1845–1895), Lehrer, Schriftsteller und Dichter. Verfasser des Baselbieterliedes
- Abel Seyler (1730–1800), Theaterprinzipal
- Adolf Spinnler (1879–1951), Turner und Olympiasieger
- Karl Spinnler (1875–1936), Ingenieur und Politiker
- Carl Spitteler (1845–1924), Dichter und Schriftsteller, Kritiker und Essayist
- Elisabeth Stalder (* 1931), Malerin und Zeichnerin
- Mihailo Stevanovic (* 2002), schweizerisch-serbischer Fussballspieler
- Karl Strübin (1876–1916), Geologe und Lehrer
- Theodor Strübin (1908–1988), Lehrer, Heimat- und Altertumsforscher und Fotograf
- Johann Jakob Stutz (1842–1913), Gerichtspräsident, National- und Ständerat, Stadtpräsident von Liestal
- Céline Walser (* 1998), Squashspielerin
- Friedrich Weber (1813–1882), Kupferstecher
- Karl Weber (1880–1961), Journalist, Zeitungswissenschaftler und Politiker
- Urs Wiesner (* 1961), Jazzmusiker
- Marcel Wunderlin (1921–1987), Grafiker, Radiomann, Autor und Künstler
- Christian Wurstisen (1544–1588), Mathematiker, Theologe und Historiker

### Mit der Stadt verbunden
- Hermann Anselment (1905–1981), deutscher Maler, lebte ab 1954 in Liestal
- Martin Birmann (1828–1890), Politiker
- Paul Degen (1941–2007), Illustrator, Karikaturist, Maler und Bildhauer
- Michael Durrer (* 1984), Einwohnerrat Liestal, Parteipräsident Grüne Baselland
- Erika Eichenberger (* 1963), Landrätin (Grüne)
- Ernst Erny (1884–1956), Obergerichtspräsident, Politiker
- Karl Gauss (1867–1938), Pfarrer und Lokalhistoriker
- Carl Albert Handschin-Freivogel (1849–1933), Firmengründer (1884) der Textilfabrik Handschin und später Ronus kurz Hanro. Verwaltungsratspräsident
- Carl Handschin-Küderli (1889–1932), Direktor der Hanro
- Carl Handschin (Hanro)-Kriesemer (1913–1983), Direktor und Verwaltungsratspräsident der Hanro.
- Emma Herwegh (1817–1904), deutsche Revolutionärin und Ehefrau des Revolutionsdichters Georg Herwegh, ist in Liestal an der Seite ihres Mannes begraben
- Georg Herwegh (1817–1875), sozialistisch-revolutionärer deutscher Dichter des Vormärz, ist in Liestal, «in freier republikanischer Erde» begraben
- Urs Hölzle (* 1964), Informatiker, in Liestal aufgewachsen
- Franz Leuthardt (1861–1934), Paläontologe und Geologe, Rektor der Bezirksschule Konservator am Kantonsmuseum
- Bohuslav Martinů (1890–1959), tschechischer Komponist, in Liestal gestorben
- Niggi Messerli (* 1950), Mitbegründer des Kulturhauses Palazzo und bis 2020 Leiter der Kunsthalle Palazzo. Kulturpreisträger des Kantons Basel-Landschaft 2020
- Walter Meyer (1837–1901), Landwirt und Nationalrat
- Verena Mühlethaler (1913–1987), Lyrikerin und Dichterin, gestorben in Liestal
- Eric Nussbaumer (* 1960), Nationalrat (SP), Nationalratspräsident 2023/24
- Rolf Georg Otto (1924–2003), Architekt, schuf zahlreiche moderne Bauten in und um Liestal
- Jakob Probst (1880–1966), Bildhauer (Wehrmannsdenkmal, Skulpturen)
- Gustav Rebmann (1845–1920), Regierungsrat, in Liestal gestorben.
- Ernst Saladin (1901–1987), Klara Saladin-Mohler (1896–1972), Stifterehepaar
- Gustav Schneider (1868–1932), Politiker, Verwaltungsrat der Elektra Baselland
- Jörg Shimon Schuldhess (1941–1992), Maler, lebte 1983–1988 in Liestal
- Karl Schuppli (1857–1919), Lehrer und Rektor in Liestal, Historiker und Bibliothekar
- Gustav Adolf Seiler (1875–1949), Anwalt, Regierungs- und Nationalrat, Ehrenbürger von Liestal
- Arnold Spahr (1860–1937), Gesangspädagoge und Komponist, wirkte in Liestal. Verfasser des Sonnenblicks, eines Singbuchs für die Schule
- Heinrich Strübin (vor 1450–1517), Wirt, Politiker, Überbringer der Burgunderschale
- Carl Tanner (Pädagoge) (1864–1927), Lina Tanner-Lüdin (1861–1948). Hauseltern der Knaben-Erziehungsanstalt Augst und Schillingsrain (1897–1921)
- Carl Tanner (1888–1962), Dr. sc. techn. ETH. Politiker, Oberst im Generalstab.
- Joseph Victor Widmann (1842–1911), Schriftsteller und Journalist, verbrachte seine Jugend im Pfarrhaus von Liestal
- Joseph Otto Widmann (1816–1873), geboren in Wien. Dirigent, Musikförderer, reformierter Pfarrer von Liestal. Er war mit Charlotte Wimmer verheiratet.
- Charlotte Wimmer (1814–1867), österreichische Pianistin. Sie war mit Joseph Otto Widmann verheiratet.
- Hans Jakob Zörnlin (1588–1659), Kommandant der obrigkeitlichen Truppen in Basel im Bauernkrieg und Schultheiss in Liestal
- Johann Rudolf Zwinger (1660–1708), Theologe und Hochschullehrer, Pfarrer in Liestal